# Otmar Mergentaler
Otmar Mergentaler (Virtemberg, Nemačka, 11. maj 1854 – Baltimor, SAD, 28. oktobar 1899) je bio nemački pronalazač. 
Učio je zanat za časovničara, a zatim emigrirao u Ameriku. 1876. godine. Šef firme u kojoj je radio je zatražio da se brže izrađuju i štampaju pravni izveštaji. Čovek koji se bavio održavanjem mašine za štampanje je prepustio posao Mergentaleru, koji je dve godine pokušavao da patentira bolji model mašine. Iako je požar uništio sve njegove projekte i modele, on nije odustao. 
Jednom prilikom, dok se vozio vozom, Mergentaler je došao na ideju: Zašto imati posebnu mašinu za livenje, a posebnu za štampanje, pa je ta dva procesa spojio u jednu mašinu, i svoj patent predstavio 1884. godine. Osnovao je svoju kompaniju pod nazivom Merghentaler Linotype company, koja je tada bila jedina firma koja je proizvodila linotipne mašine za štampu. Godine 1878, Mergentaler je postao naturalizovani državljanin SAD, a umro je u Baltimoru 1899. godine.

## Spoljašnje veze
- Архивирано на веб-сајту  (1. октобар 2016)
- [http://www.Raether-Buch.de/